# Chodsigoa parva
Chodsigoa parva là một loài động vật có vú trong họ Chuột chù, bộ Soricomorpha. Loài này được G. M. Allen mô tả năm 1923.